# Heinrich Schwarz (Kunsthistoriker)
Heinrich Schwarz (geboren 9. November 1894 in Prag, Österreich-Ungarn; gestorben 20. September 1974 in New York City) war ein österreichisch-amerikanischer Kunsthistoriker. Seine Schriften über die Fotografie des 19. Jahrhunderts werden heute zu den frühesten Auseinandersetzungen der Kunstgeschichte mit diesem Medium gezählt.

## Leben
Nach dem Gymnasium in Wien nahm Schwarz ein Studium der Kunstgeschichte, Archäologie und Philosophie auf, das er jedoch erst 1919, nach dem Ersten Weltkrieg und Dienst bei der Artillerie, fortsetzen konnte. Mit einer Dissertation über Lithografie in Wien (zeitweilig unter Max Dvořák) wurde er 1921 promoviert. Anschließend arbeitete Schwarz bis 1927 bei der druckgrafischen Abteilung der Albertina in Wien, um danach eine Stelle als Kurator an der Österreichischen Galerie Belvedere anzutreten. Hier verantwortete er zahlreiche Ausstellungen zur Kunst des 19. Jahrhunderts, darunter 1929 eine über den schottischen Maler und Fotografen David Octavius Hill.
In Folge des Anschlusses Österreichs an das Deutsche Reich 1938 verlor Schwarz seine Anstellung: Nach den Nürnberger „Rassengesetzen“ galt der Katholik Schwarz als Jude. Er emigrierte im selben Jahr nach Schweden und 1940 in die USA. Dort arbeitete er zunächst am Albright Knox Museum in Buffalo, N.Y. und ab 1943 als Kurator am Museum of Art der Rhode Island School of Design. 1954 wechselte er an die Wesleyan University, Middletown, CT. Von 1966 bis 1968 hatte Schwarz eine Gastprofessur an der Columbia University inne. Seine Emeritierung erfolgte 1972, zwei Jahre vor seinem Tod. Sein Nachlass befindet sich heute in der Bibliothek des Getty Research Institute in Los Angeles.

## Werk
Schwarz’ Wiener Jahre sind von einer vielfältigen Publikationstätigkeit im Rahmen seiner Museumsarbeit, v. a. über Malerei und Druckgrafik seit der Renaissance, bestimmt. Seine Studie über romantische Landschaftsmalerei, Salzburg und das Salzkammergut (1926), zählt zu seinen meistrezipierten Schriften.
Ein besonderes Interesse verband Schwarz jedoch mit der Fotografie. In seiner Monografie über den Fotopionier und Maler David Octavius Hill, David Octavius Hill – Der Meister der Photographie (1931), machte er sich für die kunsthistorische Anerkennung der Fotografie stark, die in jenen Jahren noch nicht selbstverständlich war. Entsprechend ausgerichtet ist auch die dem Buch vorangestellte Entstehungsgeschichte der Fotografie, in der Schwarz die Erfindung des jungen Bildmediums (wie zuvor die der Lithografie) als Durchbruch in einer längeren kulturellen Entwicklung des Bürgertums darstellt. Mit Hinweis auf den Realismus in der Malerei einerseits und naturwissenschaftliche Objektivierung andererseits deutet Schwarz die Fotografie als Erfindung am Schnittpunkt beider Felder, als „neue Synthese künstlerisch-technischer Produktion, in der sich die neue Stellung des Menschen zur Welt klar manifestiert.“ Die Anerkennung der Fotografie als Kunst, so Schwarz, sei daher erst durch Impressionismus und Expressionismus fraglich geworden; in jüngerer Zeit träten die künstlerischen Dimensionen des Mediums durch Surrealismus und Neue Sachlichkeit wieder stärker ins Bewusstsein. Schwarz argumentiert, dass die Aufzeichnungsfunktion der Fotografie ihrem Kunstwert keineswegs entgegenstehe, denn der künstlerische Akt sei im Entwurf zu finden, nicht erst in dessen Realisierung. Er vertritt dabei ein Kunstverständnis der Medienspezifik, demzufolge diese Umsetzung des Entwurfs nur gemäß der „natürlichen Grenzen des Kunstmittels“ erfolgen dürfe.
Schwarz’ fotografiegeschichtliche wie kunsthistorische Argumentationen sind jedoch als vergleichsweise konservativ kritisiert worden, misst man sie an der Auseinandersetzung von Kunsthistorikern wie Franz Roh mit der Neuen Fotografie der 1920er Jahre. Auch frühere kunsthistorische Überblicke, bspw. Hans Hildebrandts Kunst des 19. und 20. Jahrhunderts (1924), schlossen die Fotografie bereits mit ein. Dennoch ist Schwarz’ Buch über Hill in seiner Form als kunsthistorischer Monografie, die auf Forschungsaufenthalten vor Ort sowie Reproduktionen nach Originalen beruhte, als Pionierarbeit beurteilt worden. Auch Schwarz’ Position in der Historisierung der Gegenwartsfotografie der 1930er Jahre gilt in der Forschung als bedeutsam.

## Schriften (Auswahl)
- Die Anfänge der Lithografie in Wien. Wien, 1921. (Neuaufl. Wien: Böhlau, 1988.)
- Salzburg und das Salzkammergut: eine künstlerische Entdeckung in hundert Bildern des neunzehnten Jahrhunderts. Wien: A. Schroll, 1926.
- David Octavius Hill: der Meister der Photographie. Leipzig: Insel Verlag, 1931.
- Art and photography: forerunners and influences: selected essays. Ed. by William E. Parker. Layton, UT: G. M. Smith/Visual Studies Workshop Press, 1985.
- Techniken des Sehens – vor und nach der Fotografie. Ausgewählte Schriften 1929 – 1966. Hg. und kommentiert von Anselm Wagner. Salzburg: Fotohof, 2006.